# 谷啓
谷 啓（たに けい、本名：渡部 泰雄（わたべ やすお）、1932年〈昭和7年〉2月22日 - 2010年〈平成22年〉9月11日）は、日本の俳優、コメディアン、トロンボーン奏者。「ハナ肇とクレージーキャッツ」のメンバー。
東京府荏原郡東調布町（現・東京都大田区田園調布）出身・三鷹市大沢に居住していた。渡辺プロダクション所属。中央大学経済学部中退、中央大学学員会三鷹支部会員。日本トロンボーン協会名誉会員。
写真家の吉田ルイ子は従妹にあたる。長男の渡部泰裕は映像ディレクター。

## 来歴・人物

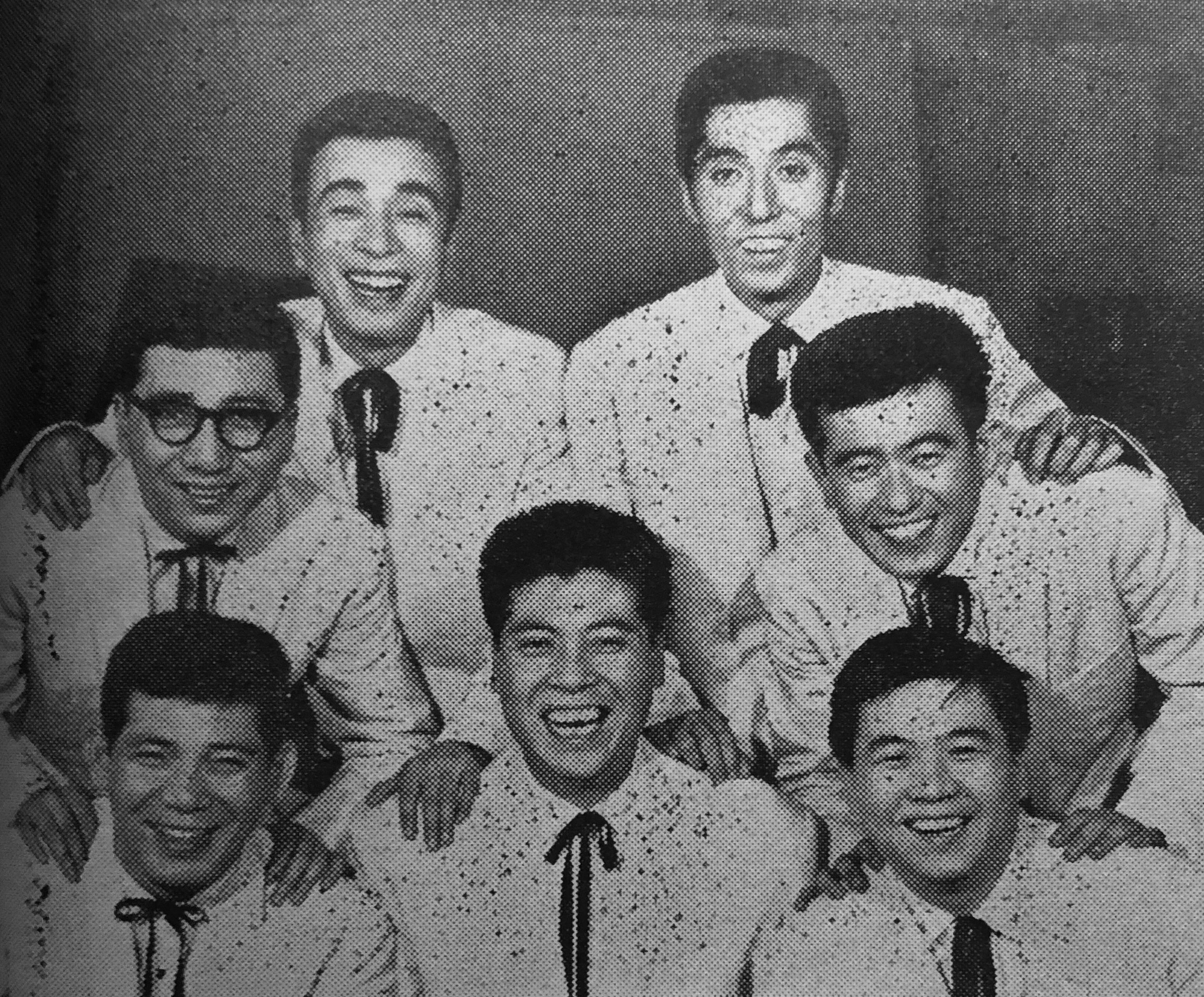
ハナ肇とクレージーキャッツ（1964年）

会社員の渡部四郎の長男として生まれる。祖父の渡部競一は福島県会津若松市出身で、現在の東京工業大学の前身の東京職工学校を卒業後、技師となり横須賀海軍工廠製造所や日本製鋼などに勤めたのち芝区（現在の東京都港区）三田四国町で鋼材を扱う成工商会を経営した。日新製鋼（現・日本製鉄）に勤めていた父・四郎(〜1989年)の転勤により、生後すぐ広島に転居。5歳までに東京に戻り、小学校から横浜へ移り六浦尋常小学校へ通う。1945年4月に旧制逗子開成中学校に進学。入学式の時のブラスバンドの演奏でトロンボーンに出会い、一目惚れして、当時の音楽部（現：吹奏楽部）に入部。しかし、トロンボーンという名前を知らず、また、あの楽器はなんというのかとも聞けず、担当楽器を決める際に適当にチューバを希望し担当した。8月に敗戦を迎えると、連合国軍がジャズを持ち込み、それを聞いて「こんなに楽しい音楽があったのか」と夢中になる。また、大量に上映されたアメリカ産のコメディ映画にも夢中になる。
逗子開成高校時代から、キャバレーでバンドマンのアルバイトをしていた。逗子開成高校卒業後、関東学院大学に進むが、1年後、高校時代の音楽仲間を追って、中央大学経済学部経済学科に進学。音楽研究会に所属し、バンドを組んでキャバレーや米軍向けに演奏していた。中大音楽研究会時代の後輩には高木ブーがいる。一方、喜劇俳優にもなりたくて、劇団民藝や俳優座を訪ねたが相手にされなかった。中大在学中に、耳の肥えた米軍将校相手に培われた確かな腕前とコミカルな演奏が原信夫に注目され、トロンボーン奏者としてシャープス&フラッツに参加。本格的な演奏のほかに、トロンボーンのスライドを足で動かして吹くなどのコミカルな演奏も行う。その腕前は「スイングジャーナル」誌上でトロンボーン奏者として上位にランキングされるまでになる。
芸名の由来は、アメリカの名コメディアン、ダニー・ケイを日本語風にしたもの。名乗り始めた当初は、「ダニー・ケイを敬う」という意味で『谷敬』だったが、ファンから「谷敬という字はいけません。なぜかというと、谷底でいつも敬っているんじゃ、ずっと底にいることになるから」という指摘を受け、『谷をひらく』という意味の『谷啓』と改名した。ただし、髪型や芸風は、『アボット&コステロ』のルー・コステロに似せている。『クレージーキャッツ』の他のメンバーはみな、ミュージシャン志望で役者になろうとは全然思っていなかったが、ただ一人、谷だけがコメディアン志望でもあった。
1953年、フランキー堺から「スパイク・ジョーンズのような音楽をやろう」と誘われ、谷もスパイク・ジョーンズの大ファンだったため、フランキー堺とシティ・スリッカーズに参加し、音楽ギャグを盛んに行う。だが、フランキーが日活に引き抜かれ、フランキー不在のシティ・スリッカーズは『普通のジャズバンド』になってしまう。そのため、同じバンドの植木等の紹介でハナ肇に会い、「ハナ肇とキューバン・キャッツ」に1956年2月に移籍。のちにバンド名はハナ肇とクレージーキャッツと変わる。ジャズ喫茶に出演し、多彩なギャグで人気を博す。
1959年の『おとなの漫画』以降、コメディアンとして多くのTVバラエティ番組に出演。「ガチョン」（当時は伸ばさなかった）「びろーん」「アンタ誰?」「ムヒョーッ」といった各種のギャグで不動の人気を獲得した。「谷だァ!」というギャグも一時期使っていたが、これは当時の流行語にもなった青島幸男の「青島だァ!」に対抗する形で発せられたもの。
俳優としてもテレビドラマや映画に多数出演している。1975年には、かねてからの夢だった本格的ミュージカル、森繁久彌主演の『屋根の上のバイオリン弾き』に出演、肉屋のラザール役を演じ、4年の間出演した。演出家の福田陽一郎の『好みの役者』で、福田が演出する舞台に多数出演している。
1975年ごろから、自身のバンド『谷啓とザ・スーパーマーケット』を結成し活動していた（結成時には、キーボード担当として、若き日の近田春夫も参加していた）。またハナ肇が晩年に結成したバンド『ハナ肇&オーバー・ザ・レインボー』（ドラム：ハナ肇、トロンボーン：谷、ピアノ：宮川泰、トランペット：中川善弘、ベース：江藤勲、テナーサックス：稲垣次郎）にも参加し、ハナが亡くなる直前まで活動していた。
晩年はバラエティ番組への出演がめっきりと減ったが、1990年代後半から2000年代前半にはスーツにサングラス姿で、『笑う犬の冒険』のオープニングMCを務めた。
2006年、渡辺プロダクション創立50周年、クレージーキャッツの結成50周年を記念した、松任谷由実とのコラボレーション・シングル『Still Crazy For You』では松任谷のデュエット・パートナーを務め、クレージー名義最後のシングルにして、初めて単独でフィーチャーされた。
また2006年から2009年まで『美の壺』（NHK教育テレビジョン）に出演、飄々としたご隠居の主人として番組の案内役を務めた。
2008年ごろから体調を崩し始め、2009年3月までにレギュラー番組をすべて降板し、療養生活をはじめていた。ハナ肇の付き人を務め、長く親交があったなべおさみによると「2008年ころから（谷について）物忘れがひどくなっていた。今年（2010年）春に見舞いに訪れた際にはもう私（なべ）のことが分からなかったこともあった」と語り、晩年の谷に認知症の症状が進行していたことを示唆している。
2010年9月10日、自宅の階段から転落して頭などを強打。杏林大学医学部付属病院に搬送されたが、翌11日午前5時7分に脳挫傷のため死去した。78歳没。
葬儀は密葬で執り行われ、親族以外はクレージーキャッツのメンバーの犬塚弘、桜井センリが参列した。戒名は日蓮宗のもので、『玄妙院殿谷啓日雄大居士』。芸名の『谷啓』と本名から『雄』の字をとっており、「奥深い悟りがあり一生懸命精進し大きな仕事を成し遂げた」という意味が込められている。墓所は多磨霊園（13区1種43側23番）。

### 没後
2010年10月2日号の『週刊現代』で、妻・和子が認知症の症状出現の事実とその後亡くなるまでの経緯について、詳細を明らかにしている。遺作は2009年に出演した『釣りバカ日誌20 ファイナル』。
2010年9月20日、不忍池水上音楽堂で開催された「第3回したまちコメディ映画祭in台東」のクロージングイベントで谷のこれまでの業績を讃えて『第3回コメディ栄誉賞』授賞式が行われた（なお、生前から受賞が決定していた）。
谷の死去を受け、NHK Eテレでは9月26日深夜に『美の壺』の第2回「盆栽」（2006年4月14日放送）を、NHK総合テレビジョンでは10月24日に『NHKアーカイブス 谷啓 〜飄々と時代を駆け抜けた名脇役〜』をそれぞれ追悼番組として放送した。
2010年11月11日には関係者による「お別れの会」が、ザ・プリンスパークタワー東京で行われ、約800人が参列した。司会は徳光和夫が担当し、芸能人では西田敏行、松任谷正隆・由実夫妻、桜井センリ、青木さやか、アグネス・チャン、浅香光代、いしのようこ、内田裕也、加藤和也、上川隆也、加山雄三、グッチ裕三、小松政夫、小柳ルミ子、島崎俊郎、城田優、せんだみつお、高見恭子、地井武男、仲本工事、中山秀征、鳩山邦夫、ビビる大木、布施明、藤村俊二、松本明子、ミッキー・カーチス、三宅裕司、恵俊彰、モト冬樹、山田邦子、山田洋次、アンガールズ、ネプチューン、我が家らが参列しその死を悼んだ。

参列者を代表して犬塚弘が来賓あいさつを行い、天を仰ぎながらクレージーキャッツの再結成を宣言し、メンバー間の強い絆を印象付けた。
2010年11月19日、第52回日本レコード大賞で特別功労賞を受賞。

## エピソード
- 植木のあだ名『植木屋』は、谷が最初に、つい『植木屋』と呼んでしまったのが始まり。ハナのあだ名は『ハナちゃん』だったが、谷は他人を『ちゃんづけ』で呼ぶのが恥ずかしく、口笛で「スィー・スィー」と吹いて、ハナを呼んでいた。
- 目をしばたたかせるクセがあった。
- テレビに出演するようになった後に、友達から「音楽をやっているのなら、和声学を勉強したほうがいい」と助言され、多忙の中、音楽学校の通信教育で勉強し、4年かけて卒業した。
- 妻・和子はペギー葉山の元マネージャー。長年交際しても、恥ずかしがり屋の谷が一向にプロポーズしないため、夫人の側からプロポーズした。
- プロレタリア文学に関心を持ち、古本屋を回って戦前に発刊された作品を買い集めていたことがある。
- 弟の成二は知的障害者だが、兄弟仲は非常によく、谷が結婚後も同居を続けた。初主演のテレビドラマ『日立ファミリー劇場「女のしあわせ　第7回　田辺死す」』（1962年）で、谷が演じた知的障害者は、この弟がモデルである。谷の死去から4年後の2014年に駅の階段からの転落事故により80歳で他界した。
- 1964年の東京オリンピックの際は、テレビでオリンピックの選手たちを観て「ものすごく素晴らしい」と大感動し、「それに比べてオレのやっていることは」と、仕事中は欝状態におちいったという。また 植木の証言によれば、東京オリンピック当時はオリンピック選手に間違われたくて、当時の選手団のユニフォーム一式（赤いジャケットと白いスラックス、白に赤いラインの入ったソフト帽）を身につけて出歩いたり、自宅の電話の受話器を重量挙げのバーベルに見立て、電話の横にロージンバッグを起き、電話に出る前はそれで滑り止めの粉を付け、「フンッ」と勢いをつけてから受話器を取るなど、奇行に及んでいたという[注釈 3]。
- クレージーキャッツとして都内及び地方公演終了後は全員で食事会、その後は下戸の谷、植木、犬塚の３人だけがそのまま店に留まり、ギャグネタを考えた。植木はステージで疲れきって寝てしまうのが通常で、谷のアイディアに犬塚が助言やダメだしで決まるパターンが多かった。
- アイディアを出す際も、照れ屋らしく決して自分から積極的には話さず、アイコンタクトで犬塚にメモ帳の入った自分の上着のポケットを指してから始まった。
- 恥ずかしがり屋の反面、その自分を嫌って『逆に派手なこともする』性格で、自家用車はずっと外車に乗っていた。一時は、ど派手なアメ車サンダーバードばかりに乗っていた。
- 1968年に三鷹市に家を新築したが、1969年1月19日に火事になり全焼。谷はこの時、「火事のシーンを撮りたい」と、わざわざ家にひきかえし、家庭用8ミリ映画のカメラを持ち出したが、フィルムが入っておらず、撮影できなかったという。また、当時は麻雀に熱中しており（メンバーは、小野ヤスシ、なべおさみ、人見明など）、焼け跡に麻雀牌と麻雀卓が残っていたことから、焼け跡で見舞い客たちと麻雀を打った。これは、平静であることを示して見舞い客を安心させるための行為と説明されている。このように、谷の奇行には、目立つのを避けるために大きなサングラスをかけて逆に目立ってしまう、という類の「天然」なものが多い。
- 火事の後に建て直した家は、玄関から全部屋に音が流れるようになっており、谷が深夜に帰宅すると「ただいま帰りました、起きている子供は集合するように」と放送して、子供たちを集め、思いつくままの空想やひらめきをアクションまじりで話し、子供たちと夜中に大熱中していたという。
- 怪奇映画、ホラー映画の大の愛好家である。
- 『足の水虫が好き』で、まったく治療せず常に水虫状態だったという。靴を履いている時に『むずがゆいのを我慢する』のが気持ちよく、また、耐え切れなくなって掻く時の開放感もたまらないという。
- タレントの所ジョージと親交があったおり、所が面倒を見られなくなった巨大なアロワナを押しつけられた事があったようだが、断れない性格故に苦笑いしながらも引き取ってくれたと所が番組で述懐している。
- 「僕は夕日に向かって散歩するのが好きなんだ」と、自分が好きなことについて語っていたという[12]。
- 10年以上の長期に渡りファミリーコンピュータ用ソフト『ボンバーマン』をプレイしており、多くの人に目撃された[13]。

## 谷啓のギャグ
谷の一連のギャグの多くは、主に仲間と麻雀で、谷が牌をツモる時に発する奇声が起源になっている。

### ガチョーン
- 「ガチョーン」
追い詰められたときやCM前のオチに使用される。『素敵なデイト』で初めて使われたとみられ、当時は伸ばさず、「ガチョン」と発音していた（谷の初シングル『愛してタムレ』でも最後に「ガチョン」と言っているのが確認できる）。また、手の動作は『右手を前後させる』と思われがちで、そのように報道されたこともある[15] が、前述の通り麻雀が元ネタとなっているので実際に動いているのはテレビカメラのほうであり伸ばした手を引き込む[注釈 4] のが正しい。ただし起源については諸説あり。山下勝利は麻雀から生まれたギャグと伝えており、「いい牌をつもってきたときや、相手の大きな手に打ちこんでしまったときなど、このガチョーンをやっていた。そのときの心境を音にすると、ちょうどこれだった」と記している[16]。また、テレビ番組のコントで魚釣りの話をした時、谷啓が「でかい魚をつりあげたのに、ガチョーンと逃げられちゃって」といつもの口癖を出すと、それを聴いていた放送作家の塚田茂が「いいね、それ、使おうよ」と言い出したのが起源であるとも山下は伝えている[16]。

ガチョーンの補足
- 日刊スポーツが2011年に実施した「お笑い史上最高の一発芸は?」アンケートにおいて、有効投票数3084票中354票を獲得して1位となった[17]。2位はビートたけしの「コマネチ」、3位は志村けんの「アイ～ン」であった。
- 平成時代のドラマ・アニメ作品において、昭和を代表する一発ギャグ・流行語として用いられることが多い。
  - アニメ『おそ松さん』（2015年10月から）[18]
  - NHKドラマ『ひよっこ』（2017年4月から9月）[19]
  - NHKドラマ『植木等とのぼせもん』（2017年9月から10月）[20]
- 1980年代のバラエティー番組「オレたちひょうきん族」に準レギュラー出演した素人の男性（通称「吉田君のお父さん」）が持ちギャグとして使用した。ただし、手を引く正式な仕草ではなく「ガッチョーン」と連呼して手を突き出す動作を繰り返す我流のものであった[21]。

- 間違ったガチョーンの仕草が広まってしまったことから、後年、「天才・たけしの元気が出るテレビ!!」ガチョーンでハラホロヒレハレずっこけ大会など[22] 、に本人が正しい動作をレクチャーするテレビの企画などが度々あった。また、1983年発行の『テレビの黄金時代』（キネマ旬報社。後年の同名著書ではなく、小林信彦責任編集のムック）の巻頭特写グラビア「正しい〈ガチョーン!〉のやり方」では、連続写真でガチョーンをレクチャーしている[23]。
- 本来の意味ではなく「ガビーン」のようにショックや落胆を表す時にも用いられることがある。特に宇多田ヒカルが多用していた[24]。
- 1992年に、川崎重工業（現・カワサキモータース）から発売された250㏄の二輪車「エストレア」の広告コピーにも採用された。

ガチョーンの派生作品
- 『ガチョン侍武者修行』（1964年1月3日）「おとなの漫画」の正月スペシャル『新春おとなの漫画』で特集された時代劇。
- 『マイケル・ジャクソン出世太閤記』（1984年）大瀧詠一プロデュース、小林信彦原案、藤井青銅脚本のニッポン放送30周年記念特番。谷啓演じる「我嘲禅師」に片岡鶴太郎演じる「マイケル・ジャクソン」が弟子入りし、谷啓がマイケル・ジャクソン風のガチョーンを披露している[25]。
- 『NaHaNaHa vs. Gattchoon Battle』DJ senda & tiny-k（せんだみつお・谷啓）1999年5月発売。PlayStation用ソフト「beatmania GOTTAMIX」収録曲[26]。

### その他
- 「ビローン」
両腕を上下に上げるもので、『あんた誰?』の冒頭で使われている。
- 「ムヒョー」
両手を開きながら前に出すもの。このほかの擬音ギャグに「オジョー」や「アリョーン」など。
- 「ハラホロヒレハレ」
『シャボン玉ホリデー』のコントのオチに谷が発したのが最初。その後オチに全員で発して崩れ落ちるというのが定着し、植木等の「お呼びでない?」や自身の「ガチョーン」の後にこの言葉が多用された。
- 「あんた誰?」
- 「谷だァ!」
青島幸男のギャグ「青島だァ!」をそのまま模倣したもの。コントでは「谷だァ!」と言っている背後に青島本人が現れ、それに気付いた谷の声が上ずり、最後は泣き出すというオチがあった。2006年12月27日に営まれた青島の告別式の際の弔辞では「青ちゃん、谷だ…」と話しかけ、「返ってきませんね。さみしいです。」とコメント、参列者の涙を誘った[27]。

他に金だらいを使用したギャグや悪人を表す際の頬の大きな十字傷、極端に目が悪いのを表すための牛乳瓶の底のような丸メガネなどをコントに使用したのも谷が最初である（谷は初期のクレージーのコントをほとんど手がけたほか、『シャボン玉ホリデー』でも脚本を務めた回がある）。

## 出演
※太字は役名

### 映画

#### 主演作
- 図々しい奴（1964年1月15日／東映） - 戸田切人
- 続・図々しい奴（1964年6月3日／東映） - 戸田切人
- 西の王将 東の大将（1964年8月28日／東宝） - 神田啓次郎　藤田まこととW主演
- 続・西の王将 東の大将（1965年6月20日／東宝） - 神田啓次郎　藤田まこととW主演
- クレージーだよ奇想天外（1966年5月28日／東宝・渡辺プロ） - ミステイク7（鈴木太郎）
- クレージーだよ天下無敵（1967年1月14日／東宝・渡辺プロ） - 犬丸正夫　植木等とW主演
- 喜劇 競馬必勝法（1967年9月18日／東映）
- 喜劇 競馬必勝法 大穴勝負（1968年3月5日／東映）
- 空想天国（1968年8月14日／東宝・渡辺プロ） - 田丸圭太郎
- 喜劇 競馬必勝法 一発勝負（1968年9月6日／東映）
- 奇々怪々 俺は誰だ?!（1969年9月27日／東宝・渡辺プロ） - 鈴木太郎
- 喜劇 負けてたまるか!（1970年6月13日／東宝・渡辺プロ） - 友三
- 喜劇 だましの仁義（1974年5月14日／東宝） - 川本純平

#### 出演作
- 裸の大将（1958年10月23日／東宝）
- 足にさわった女（1960年8月24日／大映） - 列車ボーイ
- 竜巻小僧（1960年11月1日／日活）
- ああ女難（1960年12月6日／東宝）
- 黒い十人の女（1961年5月3日／大映）
- スーダラ節 わかっちゃいるけどやめられねえ（1962年3月25日／大映）
- クレージーの花嫁と七人の仲間（1962年4月15日／松竹）
- サラリーマンどんと節 気楽な家業と来たもんだ（1962年5月12日／大映）
- クレージー映画（1962 - 1971年）
  - ニッポン無責任時代（1962年7月29日／東宝） - 谷田総務部長
  - ニッポン無責任野郎（1962年12月23日／東宝） - 中込晴夫
  - クレージー作戦 先手必勝 （1963年3月24日／東宝） - 谷村啓太郎
  - 日本一の色男 （1963年7月13日／東宝） - 小俣教頭
  - クレージー作戦 くたばれ!無責任（1963年10月26日／東宝） - 小谷民夫
  - 香港クレージー作戦（1963年12月22日／東宝） - 谷田敬一
  - 日本一のホラ吹き男（1964年6月11日／東宝） - 井川
  - 無責任遊侠伝（1964年7月11日／東宝） - 陳秀明
  - ホラ吹き太閤記（1964年10月31日／東宝） - 徳川家康
  - 花のお江戸の無責任（1964年12月20日／東宝） - 権八
  - 日本一のゴマすり男（1965年5月29日／東宝） - 白バイの警官
  - 大冒険（1965年10月31日、東宝・渡辺プロ） - 谷井啓介
  - クレージーの無責任清水港（1966年1月3日／東宝・渡辺プロ） - 森の石松
  - クレージー大作戦（1966年10月29日／東宝・渡辺プロ） - 大平久
  - クレージー黄金作戦（1967年4月29日／東宝・渡辺プロ） - 梨本金男
  - クレージーの怪盗ジバコ（1967年10月28日／東宝・渡辺プロ） - 鈴木次郎
  - 日本一の男の中の男（1967年12月31日／東宝・渡辺プロ） - 手塚仕入部長
  - クレージーメキシコ大作戦（1968年4月27日／東宝・渡辺プロ） - 鈴木三郎
  - クレージーのぶちゃむくれ大発見（1969年1月1日／東宝・渡辺プロ） - 谷井明
  - クレージーの大爆発（1969年4月27日／東宝・渡辺プロ） - 中谷宏
  - 日本一の断絶男（1969年11月1日／東宝・渡辺プロ） - 発明家・小山
  - クレージーの殴り込み清水港（1970年1月15日／東宝・渡辺プロ） - 森の石松
  - 日本一のワルノリ男（1970年12月31日／東宝・渡辺プロ） - 谷村浩
  - だまされて貰います（1971年4月29日／東宝・渡辺プロ） - 早川源内
  - 日本一のショック男（1971年12月31日、東宝／渡辺プロ） - 山上啓太
- 若い季節（1962年10月20日／東宝） - 偽物加賀見
- イチかバチか（1963年6月16日／東宝）
- 若い仲間たち うちら祇園の舞妓はん（1963年6月30日／東宝）
- 宮本武蔵 二刀流開眼（1963年8月14日／東映） - 赤壁八十馬
- ジェリーの森の石松（1963年9月29日／東映）
- 宮本武蔵 一乗寺の決斗（1964年1月1日／東映） - 赤壁八十馬
- 続・若い季節（1964年3月20日／東宝）
- 蟻地獄作戦（1964年4月29日／東宝）
- 駿河遊侠伝 破れ太鼓（1964年9月17日／大映） - 小政
- 馬鹿が戦車でやって来る（1964年12月26日／松竹大船） - 若い男
- 大阪ど根性物語 どえらい奴（1965年10月24日／東映）
- ほんだら捕物帖（1966年4月9日／大映）
- てなもんや東海道（1966年8月14日／東宝・宝塚映画・渡辺プロ） - 早川の佐太郎
- 喜劇 仰げば尊し（1966年10月22日／東京映画） - 西岡勝利
- 喜劇 一発勝負（1967年8月5日／松竹大船） - 山口大三郎
- てなもんや幽霊道中（1967年9月2日／東宝・宝塚映画・渡辺プロ） - 加賀美正家
- 社長繁盛記（1968年1月14日／東宝） - 赤間仙吉営業課長
- 続・社長繁盛記（1968年2月24日／東宝） - 赤間仙吉営業課長
- 一発かましたれ（1968年）
- 喜劇 一発大必勝（1969年3月15日／松竹大船） - 左門泰照
- なにがなんでも為五郎（1970年8月26日／松竹大船）
- やるぞみておれ為五郎（1971年1月15日／松竹大船）
- 夕日くん サラリーマン脱出作戦（1971年4月15日／東宝）
- ツンツン節だよ全員集合!!（1971年8月7日／松竹）
- 喜劇 泥棒大家族 天下を盗る（1972年10月28日／東宝・渡辺プロ）
- 愛ってなんだろ（1973年）
- ムツゴロウの結婚記（1974年4月27日／松竹大船）
- 野球狂の詩（1977年3月19日／日活） - 尻間専太郎
- 水戸黄門（1978年12月23日／東映） - 格三
- 本日ただいま誕生（1979年6月23日／新世映画新社）
- 港町紳士録（1979年8月4日／松竹）
- 幸福（1981年10月10日／東宝・フォーライフ） - 野呂刑事
- 素人助役奮闘記（1982年9月25日／にんじんくらぶ）
- エル・オー・ヴィ・愛・N・G（1983年12月24日／東宝・ジャニーズ事務所） - 友永勇蔵
- 精霊のささやき（1987年6月13日／エクゼ・渡辺プロ）
- 会社物語 MEMORIES OF YOU（1988年11月26日／松竹・日本テレビ・SEDIC・坂本事務所） - 谷山啓
- 釣りバカ日誌シリーズ（1988 - 2009年） - 佐々木和男
  - 第1作 釣りバカ日誌（1988年12月24日／松竹）
  - 第2作 釣りバカ日誌2（1989年12月27日／松竹）
  - 第3作 釣りバカ日誌3（1990年12月22日／松竹）
  - 第4作 釣りバカ日誌4（1991年12月23日／松竹）
  - 第5作 釣りバカ日誌5（1992年12月26日／松竹）
  - 第6作 釣りバカ日誌6（1993年12月25日／松竹）
  - 第7作 釣りバカ日誌スペシャル（1994年7月16日／松竹）
  - 第8作 釣りバカ日誌7（1994年12月23日／松竹）
  - 第9作 釣りバカ日誌8（1996年8月10日／松竹）
  - 第10作 釣りバカ日誌9（1997年9月6日／松竹）
  - 第11作 釣りバカ日誌10（1998年8月8日／松竹）
  - 第12作 花のお江戸の釣りバカ日誌（1998年12月23日／松竹）
  - 第13作 釣りバカ日誌イレブン（2000年2月5日／松竹）
  - 第14作 釣りバカ日誌12 史上最大の有給休暇（2001年8月18日／松竹）
  - 第15作 釣りバカ日誌13 ハマちゃん危機一髪!（2002年8月10日／松竹）
  - 第16作 釣りバカ日誌14 お遍路大パニック!（2003年9月20日／松竹）
  - 第17作 釣りバカ日誌15 ハマちゃんに明日はない!?（2004年8月21日／松竹）
  - 第18作 釣りバカ日誌16 浜崎は今日もダメだった♪♪（2005年8月27日／松竹）
  - 第19作 釣りバカ日誌17 あとは能登なれハマとなれ!（2006年8月5日／松竹）
  - 第20作 釣りバカ日誌18 ハマちゃんスーさん瀬戸の約束（2007年9月8日／松竹）
  - 第22作 釣りバカ日誌20 ファイナル（2009年12月26日／松竹）…遺作
- 彼女が水着にきがえたら（1989年6月10日／フジテレビ・小学館） - 大塚
- 東京上空いらっしゃいませ（1990年） - 川村
- 夜逃げ屋本舗（1992年1月18日／光和インターナショナル） - 浜崎十三郎
- ザ・中学教師（1992年4月25日／メリエス・サントリー） - 春山幾夫
- 義務と演技（1997年2月15日／TBS・東映） - 佐伯
- ジャングル大帝（1997年8月1日／手塚プロ・松竹） - ブラッザー[28] ※声の出演
- タオの月（1997年11月29日／バンダイビジュアル）
- SF サムライ・フィクション（1998年8月1日／シネカノン） - 影丸
- ワンダフルライフ（1999年4月17日／テレビマンユニオン・エンジンフィルム） - 中村健之助
- 川の流れのように（2000年4月29日／エイティーワン） - 三崎時夫
- RED SHADOW 赤影（2001年8月11日／東映・角川書店） - 老師
- ウォーターボーイズ（2001年9月15日／フジテレビ・アルタミラ） - 尾崎校長
- マヌケ先生（2000年9月30日／中国放送・バンダイビジュアル・PSC） - 謎の紳士
- 卒業（2003年3月15日／卒業パートナーズ） - 樋口達男
- 青春ばかちん料理塾（2003年9月13日／制作委員会） - 中条英太郎
- 福耳（2003年9月13日／アルゴ・ピクチャーズ） - 小林
- 星砂の島、私の島（2004年2月21日／オフィスキタ）
- 死に花（2004年5月8日／制作委員会） - 庄司勝平
- スウィングガールズ（2004年9月11日／フジテレビ・アルタミラ・東宝） - 森下先生
- ゲゲゲの鬼太郎（2007年4月28日／松竹） - モノワスレ
- スマイル 聖夜の奇跡（2007年12月15日／フジテレビ） - 今泉邦雄
- ポストマン（2008年3月22日／ザナドゥー） - 羽田薫
- カメレオン（2008年7月5日／東映） - 境研造

### テレビドラマ
- 若い季節（1961 - 64年／NHK総合）
- 男嫌い（1963年／日本テレビ）
- 谷啓の宇宙冒険（1963年／フジテレビ） ※ナレーター
- 天下の若者（1964年／フジテレビ）
- おれの番だ!（1964 - 67年／TBS）
- 天下の学園（1965年／フジテレビ）
- 坊ちゃん（1966年／NHK総合） - 野だいこ
- ドカンと一発!（1968 - 69年／TBS）
- 青春太閤記 いまにみておれ!（1970年／日本テレビ） ※ナレーター
- 天下御免（1971、1972年）
- 明智探偵事務所（NHK総合）第4話「人殺しの酔醒め」(1972年4月）- 冤罪の危機を、明智小五郎の機転により無実を証明された男の役。
- 赤ひげ（NHK総合）第10話「深川冬木町」（1972年12月）- 熊五郎
- 大河ドラマ（NHK総合）
  - 国盗り物語（1973年）
  - 独眼竜政宗（1987年） - 今井宗薫
  - 武蔵 MUSASHI（2003年）
- 若さま侍捕物手帖 第8話（1973年／関西テレビ） - 呂八
- ぶらり信兵衛 道場破り 第15話（1974年／フジテレビ） - 又平
- 寺内貫太郎一家 第一部（1974年／TBS） - 寺内貫次郎
- 鬼平犯科帳（丹波哲郎）第24話「泣き味噌屋」（1975年／NET） - 勘定方同心・川村弥助
- ばあちゃんの星（1975年／TBS）
- 玉ねぎ横丁の花嫁さん（1976 - 77年／NET） - 野田巡査
- 気まぐれ本格派 第9話「ダサイ男の噺」（1977年／日本テレビ・ユニオン映画） - お茶屋の主人
- 大都会 PARTIII 第12話「狂犬」（1978年／日本テレビ） - 外科医・三浦
- 浮浪雲（1978年／テレビ朝日） - 欲次郎
- 西遊記（1978年／日本テレビ） - 太上老君
- 土曜ドラマ（NHK総合）
  - 失楽園'79（1979年） - 寺本良平
- 鬼平犯科帳 第10話「盗法秘伝」（1980年／NET・東宝） - 善八
- 秘密のデカちゃん 第19話「公園で親と娘がブッチュッチュ」（1981年／TBS） - 三郎
- 東芝日曜劇場1300回記念番組『出航』（1981年／TBS）
- さりげなく憎いやつ（1982年／TBS） - 江川部長
- 家族の神話（1982年／毎日放送）
- いつもお陽さま家族（1982 - 83年／TBS） - 井田
- 事件記者チャボ! 第2話「火事とチャボとタレコミ屋…」（1983年11月12日、日本テレビ） - 及川俊平
- 土曜ワイド劇場 （テレビ朝日）
  - 『女優殺し』（1983年）
  - 『俺たちの世直し強盗』（1997年） - 野村常次
- 黒革の手帖（1984年／TBS） - 村井亨
- 寝ぼけ署長（1984、85年／関西テレビ）
- 月曜ドラマランド「てんてん娘」（1984年／フジテレビ）
- 暴れん坊将軍II 第85話「火花が飛んだ! 嫁・姑!」（1984年／テレビ朝日） - 田之助
- 誇りの報酬 第38話「長崎を走る天使たち」（1986年／日本テレビ） - 長島刑事
- わたしの可愛いひと（1986年／フジテレビ） - 重本信行
- 胸キュン刑事（1987年／テレビ朝日） - 丸山課長
- ギョーカイ君が行く!（1987年／フジテレビ） - 直木啓之介
- 銀河テレビ小説「しあわせ志願」（1988年／NHK総合） - 吉野太郎
- 時間ですよ（1988 - 90年／TBS） - 宝田半次
- ゴリラ・警視庁捜査第8班（1989 - 90年／テレビ朝日） - 塩田直次郎・管理官
- 世にも奇妙な物語「ゲームセンターの奇跡」（1990年8月30日／フジテレビ） - 豊田元司（ゲームセンターの店長）
- 赤頭巾快刀乱麻（1991年／NHK） - 徳川家康
- アイとサムの街（1991年／TBS）
- 社長になった若大将（1992年／TBS）
- ポケベルが鳴らなくて（1993年／日本テレビ） - 野崎寛治
- 江戸の用心棒（1994 - 95年／日本テレビ） - 桂木道庵
- 企業病棟（1994年／NHK総合） - 川島徳夫
- そのうち結婚する君へ（1994年／日本テレビ） - 唐島太郎
- 古谷一行の金田一耕助シリーズ（1994 - 2005年／TBS） - 河合警部 ※レギュラーだったハナ肇の死去に伴い、後任として担当
- 最高の恋人（1995年／テレビ朝日） - 長野富夫
- お助け信兵衛 人情子守唄（1995年／日本テレビ） - 折笠五郎左衛門
- 正義は勝つ（1995年／フジテレビ）
- ナチュラル 愛のゆくえ（1996年／読売テレビ） - 鷲頭佐治
- それが答えだ!（1997年／フジテレビ） - 平林亨太郎
- ヤマ勘記者の事件日誌（1997年2月24日） - 柿崎清
- 踊る大捜査線 歳末特別警戒スペシャル（1997年12月30日／フジテレビ） - 篠原浩三捜査資料室長
- 湾岸署婦警物語 初夏の交通安全スペシャル（1998年6月19日／フジテレビ） - 篠原浩三
- 食卓から愛をこめて（1998年／テレビ東京） - 三崎雄平
- 物書同心いねむり紋蔵（1998年／NHK総合） - 六兵衛
- 世紀末の詩 第4話「星の王子様」（1998年／日本テレビ）
- 痛快!三匹のご隠居（1999年／テレビ朝日） - 玄夢
- 巷説百物語（2000年／WOWOW） - 事触れ治平
- 教習所物語（2000年／TBS） - 来栖昇
- 救命病棟24時「最後の授業」（2001年7月31日／フジテレビ） - 柴田茂文
- さよなら、小津先生（2001年／フジテレビ） - 鹿松哲郎校長
- 本家のヨメ（2001年／読売テレビ） - 山田文六
- おかみさんドスコイ!!（2002年／毎日放送） - 小林優一
- マイリトルシェフ（2002年／TBS）第2話 - カルロス小泉
- 金曜エンタテイメント（フジテレビ）
  - 夏樹静子ミステリー アリバイの彼方に（2002年） - 大村藤五郎
  - 「京都喰い道楽 古本屋探偵ミステリー」（2002年12月） - 野呂爺
    - 「京都食い道楽!古本屋探偵ミステリー2 夏目漱石に秘められた哀しい恋文」（2004年5月）

  - はぐれ泥棒石川悟郎人情事件帳
  - 壁ぎわ税務官（2006年） - 前庭無学
- おみやさん（2002 - 09年／テレビ朝日） - 七尾清一郎
- WATER BOYS（2003年／フジテレビ） - 尾崎校長
- 仔犬のワルツ（2004年／日本テレビ） - 小暮雅夫
- たったひとつのたからもの（2004年10月26日／日本テレビ） - 天野園長
- いま、会いにゆきます（2005年／TBS） - 鈴木八郎
- 少しは、恩返しができたかな（2006年／TBS） - 田之倉校長
- 翼の折れた天使たち 第3夜（2006年3月1日／フジテレビ） - 祖父
- 警察署長・たそがれ正治郎3 隅田川殺人模様（2006年11月29日／テレビ東京） - 大辻茂男
- 新・美味しんぼ（2007年1月20日／フジテレビ） - 丿貫
- 猟奇的な彼女 第10回戦・最終戦（2008年6月12・29日／TBS） - 通りすがりの老人

### テレビアニメ
- スヌーピーとチャーリーブラウン（1965 - 77年） - チャーリーブラウン
- おらぁグズラだど（1967、68年） ※主題歌
- どーもくん TVシリーズ（2008年） - うさじい

### バラエティ
- てんてん娘（1957年／ラジオ東京テレビ   現・TBSテレビ） ※谷啓初単独作
- 光子の窓（1958 - 60年／日本テレビ）
- おとなの漫画（1959 - 64年／フジテレビ）
- シャボン玉ホリデー（1961 - 72年／日本テレビ）
- 7時半だよクレージー（1963、64年／フジテレビ）
- てんで素敵なショー（1963年／日本テレビ）
- 素敵なデイト（1963年／日本テレビ）
- おれの番だ!（1964年／TBS）
- 植木等ショー（1967、68年／TBS）
- 歌の祭典 (NHK)（1970年／NHK総合）
- 8時だョ!出発進行（1971年／TBS）
- クレージーの奥さ〜ん!（1973 - 76年／フジテレビ）
- 学校そば屋テレビ局（1974、75年／TBS）
- 笑って!笑って!!60分（1975 - 81年／TBS）
- 欽ちゃんのドンとやってみよう!（1975 - 77年／フジテレビ）
- あなたのメロディー （1976年度／NHK総合）MC
- 欽ちゃんのどこまでやるの!?（1976 - 86年／テレビ朝日）
- 欽ちゃんの仮装大賞（1979 - 85年／日本テレビ） - 審査員として第1,10,11,16回の4度出演。
- なるほど!ザ・ワールド（1981 - 96年／フジテレビ）
- 日曜8時!ドパンチ放送!!（1981年／日本テレビ）
- 欽ちゃんの週刊欽曜日（1982 - 85年／TBS）
- スターどっきり（秘）報告（1983年／フジテレビ）
- TV海賊チャンネル（1984 - 86年／日本テレビ）
- ダウトをさがせ!（1992、93年／毎日放送）
- 餅屋の論理（1992年／TBS）
- テレビの王様（1994年／TBS）
- 笑う犬の冒険（1999 - 2001年／フジテレビ） - ナビゲーター
- 完成!ドリームハウス（2003、04年／テレビ東京）※ナレーター（スペシャル版も2009年3月15日放送分まで担当）

### 教養番組
- おかあさんといっしょ「いそがしおじさん」（1975、76年／NHK教育）
- みんなのうた 「シャーロック・ホームズとワトソン博士」（1975、76年／NHK教育）
- ひらけ!ポンキッキ 「オムライスチョンボNo.5」（1983年／フジテレビ）
- ざわざわ森のがんこちゃん（1996年 - 2010年／NHK教育） ※主題歌
- 美の壺（2006 - 09年／NHK教育）
- 名作をポケットに（NHK総合）
- NHK映像ファイル あの人に会いたい（NHK総合）

### ラジオ
- ラジオドラマ『マイケル・ジャクソン出世太閤記』（1984年） - 我嘲禅師 ※大瀧詠一プロデュース、小林信彦原案、藤井青銅脚本のニッポン放送30周年記念特番。谷啓演じる「我嘲禅師」が片岡鶴太郎演じる「マイケル・ジャクソン」に『ガチョンの修行』を施す。
- ラジオドラマ『宮崎駿の雑想ノート『ロンドン上空1918年』』（1996年）
- 東京FM『あ、阿部礼二』(2006年)

### コンピュータゲーム
- セガ: メガCD・PlayStation 2『SWITCH』 ※音楽・声優担当
- コナミ（後のコナミデジタルエンタテインメント） beatmania『APPEND GOTTAMIX』 ※「DJ Senda & Tiny-K」名義にて、せんだみつおとの連名による参加。また、サウンドトラックアルバムにも同名義でオリジナル曲を提供

### 映画吹き替え
- シャーロットのおくりもの（1973年8月25日） - ウィルバー
- 凸凹宝島騒動（ルー・コステロ。バド・アボットの声は植木等）
- ブリンクス（1982年1月30日「ゴールデン洋画劇場」） - ヴィニー・コスタ

### CM
- セーラー万年筆 セーラーミニ（1963年）
- 日清食品 チキンラーメン（1963年）
- 第一製薬（現：第一三共）マミアン（1963年）[29]
- 丸美屋食品工業 のりたま（1964年）
- マルタイ 即席ラーメン・これだ（1966年）
- はごろもフーズ シーチキンマイルド（1974年〜）
- ロート製薬 あまちゃづる茶（1985年）
- 日本たばこ産業  ハイライトマイルド（1988年）ナレーション
- サッポロビール 吟仕込み（1991年）小林稔侍らと共演
- 日産自動車 熱血業界宣言編（1992年）
- シマヤ めんつゆ（1993年）
- 明治乳業（現:株式会社 明治） ブリック（1994年）キャラクターの声、CMソング歌唱
- KDD（現：KDDI）（1994年）西田敏行と共演
- 愛知県陶器瓦工業組合 三州瓦 (1992年-1994年) 植木等と共演
- 松下電器産業（現：パナソニック）（1996年）愛妻号浅野ゆう子と共演
- ハウス食品 ふらんす厨房（1998年）
- ヤクルト本社 蕃爽麗茶（ナレーション）[注釈 5]
- 公共広告機構（現：ACジャパン） うみがめ課（九州エリアのみ。ナレーションを担当）（2003年）
- 資生堂 uno（ナレーション、自身も顔出し出演し、馴染みある「ガチョーン」の一発ギャグを披露した）（2005年）
- フランソア スローブレッド（ナレーション）
- セイコーマート（北海道のみ）

## 作品

### 映像作品
- （1）「たろうのおでかけ」他1話収録
- （2）「たろうのともだち」他2話収録  （アミューズソフトエンタテインメント） - ナレーター

## ディスコグラフィ
- 愛してタムレ／図々しい奴
- あんた誰?／天下の若者
- ヘンチョコリンなヘンテコリンな娘／小指ちゃん
- 虹を渡ってきた男／プンプン野郎
- オムライスチョンボNo.5
- おらぁグズラだど
- グズラ音頭
- アイヤ・ハラホロ
- あんた誰? 『タワーリングナンセンス』 - スチャダラパー ※クレジットなし
- 僕はしゃべれるんだ
- 愛してタムレnewバージョン

## 著書
- 『ふたつの月』日之出出版、1989年
- 『七人のネコとトロンボーン』読売新聞社、1995年

## 演じた俳優
- 小倉久寛 - 『シャボン玉が消えた日』（1989年、日本テレビ）
- 杉山裕之 - 『ザ・ヒットパレード〜芸能界を変えた男・渡辺晋物語〜』（2006年、フジテレビ）
- 谷田部俊 - 『トットてれび』（2016年、NHK総合）
- 浜野謙太 - 『植木等とのぼせもん』（2017年、NHK総合)